# Harri Nykänen

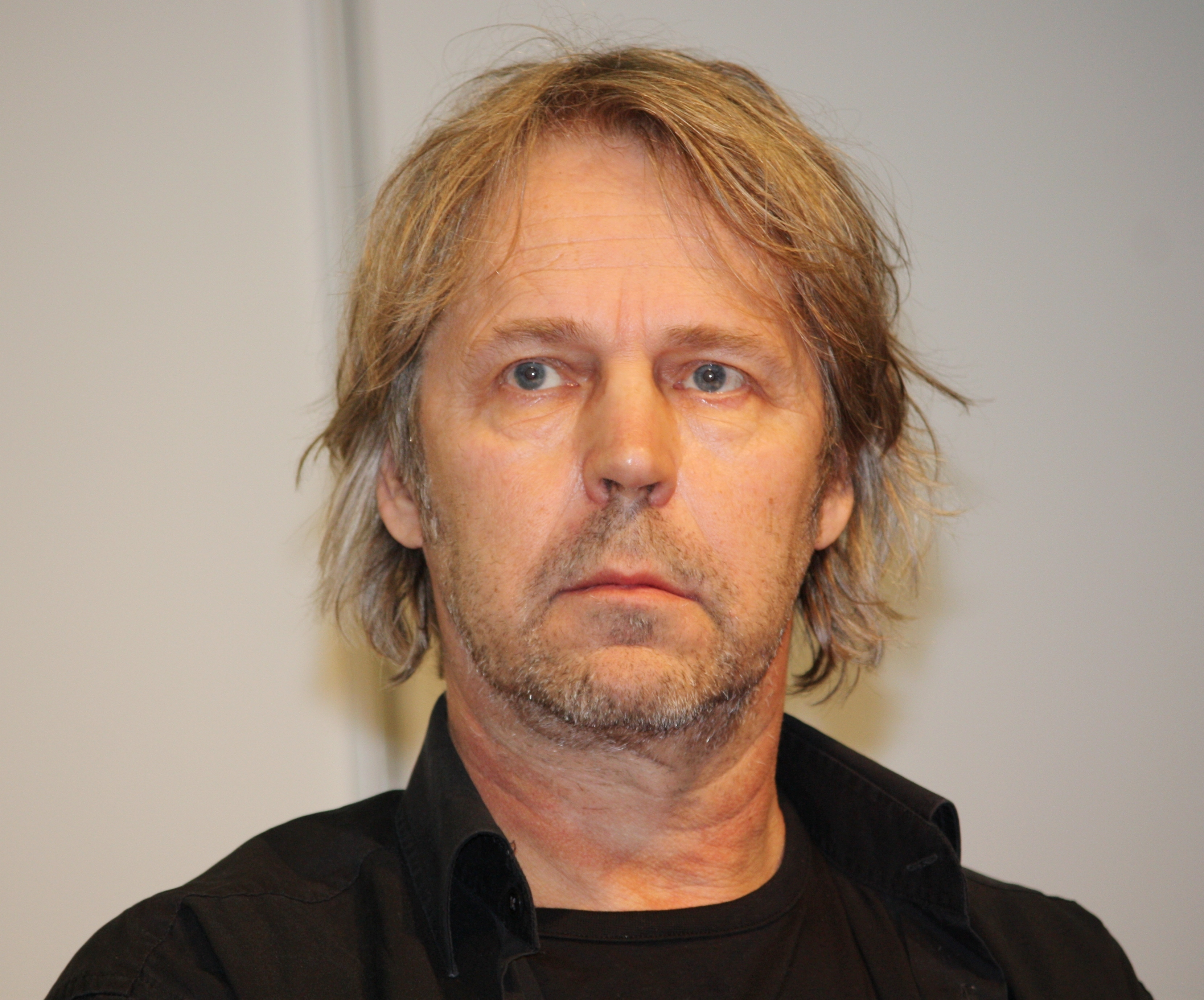
Harri Nykänen auf der Buchmesse Helsinki 2011

Harri Nykänen (* 20. Juni 1953 in Helsinki; † 21. März 2023 ebenda) war ein finnischer Schriftsteller.

## Leben
Harri Nykänen arbeitete von 1981 bis 2001 als Journalist bei der finnischen Tageszeitung Helsingin Sanomat. Er wurde bei seiner Arbeit als Polizeireporter häufig mit kriminellen Delikten konfrontiert. So recherchierte er etwa in einer Steueraffäre in einem Fall von Polizeikorruption in Helsinki.
Nykänen lebte später als freier Schriftsteller in der Hauptstadt Helsinki. Sein erster Krimi erschien 1986. Seit einer zwölfteiligen Fernsehserie (Krimis) gehörte Nykänen zu den erfolgreichen Krimi-Autoren in Finnland. Raid ist eine der zentralen Figuren seiner Krimis. Sie ist eine skurrile Mischung aus Unterweltfigur und sympathischer Aktivist. Die Krimis um Raid vermitteln untypisch für das Genre oft eine Sicht aus der Perspektive der Delinquenten. Einige seiner Romane wurden auch verfilmt.  
Für Schwärzer als ein schwarzes Schaf wurde Nykänen 2001 mit dem finnischen Krimipreis Vuoden johtolanka geehrt. 
Die deutschen Ausgaben der Krimis um die Figur Raid sind im Dortmunder Grafit-Verlag erschienen, wobei sich der Verlag nicht an die Reihenfolge des Erscheinens in Finnland gehalten hat. So kam Raid und der dicke Mann erst neun Jahre nach dem finnischen Erscheinungsjahr in Deutschland auf den Markt, was die Nachvollziehbarkeit etwa der Biografie des Kriminalkommissars Jansson einschränkt: Sein Chef Tuomela wurde bereits 2003 (in Raid und der Brandstifter) pensioniert, woraufhin Jansson sein Nachfolger wurde; Tuomela aber taucht nach drei Jahren – also 2006 (in Raid und der dicke Mann) erneut als Janssons Chef auf. Nykänens Übersetzerin ins Deutsche ist Regine Pirschel.
Nach den Kriminalromanen um Raid hat Harri Nykänen eine weitere Reihe um den jüdischen Kriminalbeamten Ariel Kafka begonnen, die ebenfalls im Grafit-Verlag in deutscher Übersetzung von Regine Pirschel erscheint.
Nykänen starb im März 2023 im Alter von 69 Jahren an einer schnell fortschreitenden Krankheit.

## Romane von Harri Nykänen
Raid-Reihe
- Raid, 1992
- Raid ja paperiansa, 1994
- Raid ja lihava mies, 1997

Raid und der dicke Mann, 2006
- Raid ja mustempi lammas, 2000

Schwärzer als ein schwarzes Schaf, 2002
- Raid ja pelkääjät, 2001

Raid und der Brandstifter, 2003
- Raid ja legioonalainen, 2002

Raid und der Legionär, 2004
- Raid ja poika, 2003

Raid und der dumme Junge, 2005
Ariel-Reihe
- Ariel. Jännitysromaani, 2004

Ariel – Mord vor Jom Kippur, Grafit Verlag, Dortmund 2009
- Ariel ja hämähäkkinainen, 2005

Ariel – Tod der Spinnenfrau, Grafit Verlag, 2011
Übrige Romane
- Kuusi katkeraa miljoonaa, 1986
- Juudaspeli, 1987
- Joku pelkää kirjettäsi, 1988
- Takapiru, 1989
- Paha paimen, 1990
- Puoli volttia kerien ja muita rikosnovelleja, 2003
- Varas, vasikka, huijari, 2004
- Valhe, 2007

## Einzelnachweis
1. ↑  Harri Nykänen on kuollut. In: iltalehti.fi. 21. März 2023, abgerufen am 21. Februar 2023 (fin).